# Medi 1 radio
Pour les articles homonymes, voir Radio Méditerranée.
Radio Méditerranée Internationale (dénommée à l'antenne Medi 1 radio) est une station de radio d'information généraliste publique marocaine,  basée à Tanger. Elle commence à émettre en 1980, et diffuse aujourd'hui des programmes en arabe et en français à travers le Maghreb.

## Direction et ligne politique
La station se revendique indépendante. Medi 1 radio est d'abord dirigée depuis sa création en 1980 par le Français Pierre Casalta, qui en est aussi l'actionnaire. Le 8 avril 2010, le conseil d'administration de Medi 1 radio nomme le Marocain Hassan Khiyar en tant que président-directeur-général de la radio en remplacement du Français Pierre Casalta.
Initialement, radio privée détenue par des actionnaires français et marocains, la station finit en 2023 sous le statut de radio 100% publique lors de la reprise par la SNRT , ce programme inclus la prise par la SNRT de 2M et Medi 1 TV.

## Diffusion
Medi 1 radio est diffusée à partir du centre émetteur de Nador en ondes longues, mais aussi en modulation de fréquence, par Internet (en RealAudio) et par satellite. Elle couvre ainsi l'ensemble du bassin méditerranéen ouest, c'est-à-dire le grand Maghreb (Maroc, Algérie, Tunisie, Mauritanie, Libye). Elle peut aussi être reçue en Espagne, en France et en Italie. Dans la région parisienne, elle est diffusée en DAB+.
Elle abandonne les ondes courtes en juin 2017.[réf. souhaitée]

## Fréquences
- CHEFCHAOUEN	102,1 Mhz
- FIRDIWA	101,4
- HAFA SAFA	103,7

- LARACHE	91,3
- SAR SAR	102,8
- TANGER CAP SPARTEL	95,3
- TANGER SIDI MNARI	101
- Tanger 101 Orange	101
- AAZANEN	89,6
- AZOUGAR-IFRANE	97,9
- BOUKHOUALI	97,5
- EL HOCEIMA	88,5
- FES JBEL TGHAT	101,4
- KHENIFRA	97,6
- OUJDA MEGREZ	102,9
- SAIDIA	96,9
- TAOUNATE	103,1
- TIZI LKHATAB	97
- TAZA	96,2
- ZAIO	99,9
- ZERHOUNE	105,5
- AGDEZ	97
- BOUARFA	97,2
- BOUDNIB	105,1
- BOUMALEN DADES	96,9
- ENJIL	97
- ERFOUD	97
- ERRACHIDIA	96
- FIGUIG	97
- GOULMIMA	96,8
- MIDELT	97,2
- MISSOUR	97,3
- OUARZAZATE	99,9
- OUTAT EL HAJ	96,7
- RICH	105,5
- TINGHIR	97,1
- ZAGORA	97
- AGADIR OUFELLA	104.6
- AOULOUZ	96.2
- ARGANA	103.3
- BENI MELLAL	102.9
- BOUZNIKA	107.2
- CASABLANCA AIN CHOK	99.6
- CASABLANCA MERCHICHE	87.6
- KENITRA	97.7
- KHOURIBGA	104.4
- OUKAIMEDEN	105.3
- Immintanoute	89.2
- RABAT	97.5
- ROMMANI	96.2
- SKHOUR RHAMNA	97.5
- TALIOUINE	92.2
- TAROUDANTE	95.4
- BOUJDOUR	97
- BOUKRAA	99.7
- DAKHLA	96.4
- EL JADIDA	96.7
- EL OUATIA	88.0
- ESSAOUIRA	94.6
- FOGO	101.0
- LAAYOUNE	101.0
- OUALIDIA	92.2
- SAFI	97.0
- SIDI IFNI	97.2
- SMARA	96.8
- SOUSS MASSA	106.8
- TAN TAN	93.4
- TARFAYA	97.9
- TIZNIT	96.9
- AKHFENIR	105.8
- Salé	92.0
- GUERGARATE	99.8
- Smimou	105.2
- Tata	95.7
- Akka	95.0

## Audience
Selon Le Centre interprofessionnel de mesure de l’audience radio (SIRAD ) , Medi 1 Radio maintient son leadership en tant que première radio d’information généraliste au Maroc. En effet, selon les résultats de cette vague de mesure d’audience radio effectuée par l’institut IPSOS , Medi 1 a réalisé une audience cumulée de 12% et un audimat de 3,2 millions d’auditeurs par jour. La station affiche aussi de bons chiffres en ce qui concerne la durée d’écoute par auditeur (DEA).
Les auditeurs écoutent Medi 1 en moyenne et par jour 55 minutes, tandis qu’en week-end ils passent 49 minutes.